# Смрека

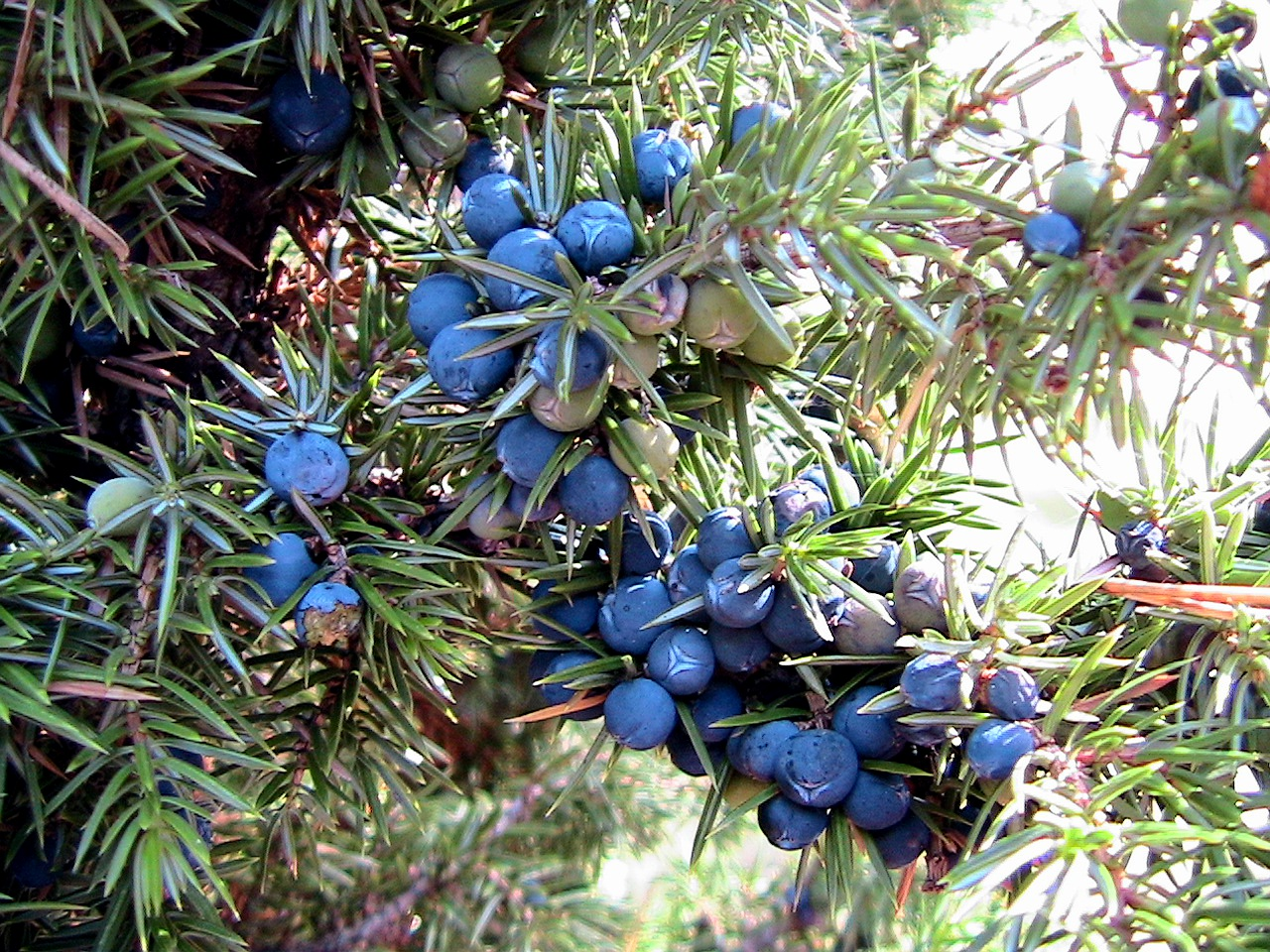
Ягоди ялівцю звичайного — єдиного виду, придатного для приготування смреки

Смре́ка — безалкогольний напій з ялівцевих ягід і лимонів, притаманний боснійській кухні. Його назва походить від босн. smreka, яким позначають ялівець у широкому сенсі цього слова. Разом з тим слід зазначити, що для приготування смреки використовують ягоди тільки їстівного виду ялівцю, а саме ялівцю звичайного.

## Приготування
Спосіб приготування цього напою нескладний і заснований на дріжджовому бродінні: свіжі чи сушені ягоди ялівцю заливають водою (бажано джерельною), додають неочищені скибки лимону і настоюють у прозорій посудині під нещільною кришкою. Бродильний процес відбувається виключно за рахунок природних дріжджів, які мешкають на поверхні ялівцевих ягід. Настоювання відбувається при кімнатній температурі під променями сонця і триває в середньому 10—15 діб; коли ягоди починають осідати на дно напій вважається готовим. Після цього його фільтрують, за смаком трохи розбавляють водою і додають підсоложувач — зазвичай мед або цукор. Оскільки під час бродіння дріжджі та цукор не вносять, то бродильний процес не буває інтенсивним, а тому кінцевий продукт майже не містить спирту і вуглекислого газу. Однак інколи смреку настоюють під щільною кришкою, додаючи мед заздалегідь, в цьому випадку вона виходить слабогазованою, дещо пінистою. Ягоди ялівцю, що залишились після приготування смреки, придатні для повторного використання (але не більше одного разу).

## Вживання
У готовому вигляді смрека являє собою ледь каламутну, блідо-жовту, майже безбарвну рідину з приємним, дещо смолистим запахом і освіжним кислуватим смаком. За цими ознаками вона дуже схожа на лимонний квас або лимонад. Подають її у прозорому посуді, додаючи в келих чи склянку скибку лимону. Готують цей напій о будь-якій порі року, але частіше влітку, оскільки він добре тамує спрагу. Смрека має і слабкі лікувальні властивості, в першу чергу, обумовлені ягодами ялівцю. Цей напій добре дезинфікує сечовивідні шляхи, діє сечогінно, його радять вживати при сечокам'яній хворобі, різноманітних захворюваннях шлунка, бронхіальній астмі та кашлю. Зрідка смреку вживають навіть зовнішньо, намащуючи нею суглоби, уражені ревматоїдним артритом.